# メンデルスゾーン (競走馬)
メンデルスゾーン（Mendelssohn） は、アメリカ合衆国生産でアイルランド調教の競走馬である。主な勝ち鞍は2017年ブリーダーズカップ・ジュヴェナイルターフ、2018年UAEダービーである。半姉には2016年のBCディスタフなどG1競走11勝を挙げたビホルダー、また半兄にも2007年のキャッシュコールフューチュリティを制しているイントゥミスチーフがいる。

## 戦績

### 2歳時（2017年）
7月15日カラ競馬場の未勝利戦でデビューし8着。2戦目で勝ちあがると、シャンペンステークス7着を挟み、G1初挑戦となったデューハーストステークスではデビュー戦と同じローダン騎手を背に挑み、8番人気と低評価だったがユーエスネイビーフラッグの2着に入る。11月のブリーダーズカップ・ジュヴェナイルターフでは前走のデューハーストSでユーエスネイビーフラッグに騎乗していたムーア騎手を鞍上に迎え、道中3番手につけると直線で早めに先頭に立ち、Untamed Domainの追撃を振り切りG1初制覇を飾った。

### 3歳時（2018年）
3月9日、ダンドーク競馬場で行われたオールウェザーのパットンステークス(準重賞)で始動し、圧倒的1番人気にこたえ快勝。ドバイに遠征し、3月31日のUAEダービーでは好スタートからハナを奪うと、直線で後続馬に18馬身もの差をつけ圧勝した。大一番のケンタッキーダービーでは前走に引き続き鞍上にムーアを迎えて臨むことになった。この時ムーアは同じ週にイギリスで行われる2000ギニーにも同じ馬主で同じオブライエン厩舎のサクソンウォリアーが出走登録をしていたが、ムーアはこちらを選び、ドナカ・オブライエンに乗り替わりとなったサクソンウォリアーは2000ギニーを制した。一方メンデルスゾーンは前走の圧勝ぶりが評価され本場アメリカの強豪馬と共に有力馬の一頭に推される。欧州馬初のケンタッキーダービー制覇が期待されていたがスタート直後に他馬にぶつけられる不利を受けた事や不良馬場から20着の殿負けを喫する。その後、7月のドワイヤーステークスでは1番人気に推されるも勝ち馬から9馬身半差の3着。8月25日のトラヴァーズステークスは人気薄ながらカトリックボーイの2着と逃げ粘った。秋に入り、ジョッキークラブゴールドカップ3着、ブリーダーズカップ・クラシック5着、そしてシガーマイルハンデキャップ4着を最後に現役を引退。アッシュフォードスタッドで種牡馬となる。

## 血統表
| メンデルスゾーンの血統     | メンデルスゾーンの血統                       | メンデルスゾーンの血統 | （血統表の出典）   | （血統表の出典） |
| 父系                       | ストームキャット系                           | ストームキャット系     | ストームキャット系 |                  |
| 父 Scat Daddy 2004 黒鹿毛  | 父の父*ヨハネスブルグ Johannesburg 1999 鹿毛 | *ヘネシー              | Storm Cat          | Storm Cat        |
| 父 Scat Daddy 2004 黒鹿毛  | 父の父*ヨハネスブルグ Johannesburg 1999 鹿毛 | *ヘネシー              | Island Kitty       |                  |
| 父 Scat Daddy 2004 黒鹿毛  | 父の父*ヨハネスブルグ Johannesburg 1999 鹿毛 | Myth                   | Ogygian            | Ogygian          |
| 父 Scat Daddy 2004 黒鹿毛  | 父の父*ヨハネスブルグ Johannesburg 1999 鹿毛 | Myth                   | Yarn               |                  |
| 父 Scat Daddy 2004 黒鹿毛  | 父の母Love Style 1999 栗毛                   | Mr Prospector          | Raise A Native     | Raise A Native   |
| 父 Scat Daddy 2004 黒鹿毛  | 父の母Love Style 1999 栗毛                   | Mr Prospector          | Gold Digger        |                  |
| 父 Scat Daddy 2004 黒鹿毛  | 父の母Love Style 1999 栗毛                   | Likeable Style         | Nijinsky           | Nijinsky         |
| 父 Scat Daddy 2004 黒鹿毛  | 父の母Love Style 1999 栗毛                   | Likeable Style         | Personable Lady    |                  |
| 母 Leslie's Lady 1996 鹿毛 | 母の父Tricky Creek 1986 鹿毛                 | Clever Trick           | Icecapade          | Icecapade        |
| 母 Leslie's Lady 1996 鹿毛 | 母の父Tricky Creek 1986 鹿毛                 | Clever Trick           | Kankakee Miss      |                  |
| 母 Leslie's Lady 1996 鹿毛 | 母の父Tricky Creek 1986 鹿毛                 | Battle Creek Girl      | His Majesty        | His Majesty      |
| 母 Leslie's Lady 1996 鹿毛 | 母の父Tricky Creek 1986 鹿毛                 | Battle Creek Girl      | Far Beyond         |                  |
| 母 Leslie's Lady 1996 鹿毛 | 母の母Crystal Lady 1990 鹿毛                 | Stop the Music         | Hail to Reason     | Hail to Reason   |
| 母 Leslie's Lady 1996 鹿毛 | 母の母Crystal Lady 1990 鹿毛                 | Stop the Music         | Bebopper           |                  |
| 母 Leslie's Lady 1996 鹿毛 | 母の母Crystal Lady 1990 鹿毛                 | One Last Bird          | One for All        | One for All      |
| 母 Leslie's Lady 1996 鹿毛 | 母の母Crystal Lady 1990 鹿毛                 | One Last Bird          | Last Bird          |                  |

- 半兄イントゥミスチーフ（父ハーランズホリデー）は2007年のキャッシュコールフューチュリティ勝ち馬。
- 半姉ビホルダー（父ヘニーヒューズ）は2013年・2016年のブリーダーズカップ・ディスタフなどGIを11勝し、エクリプス賞を4度受賞している。